# Herb powiatu kluczborskiego
Herb powiatu kluczborskiego – jeden z symboli powiatu kluczborskiego, autorstwa Michała Marciniaka-Kożuchowskiego, ustanowiony 21 marca 2000.

## Wygląd i symbolika
Herb przedstawia na tarczy w polu srebrnym krzyż ankrowy (kotwiczny) czerwony z gwiazdą sześcioramienną czerwoną u jego podstawy. Na przecięciu ramion krzyża tarcza sercowa srebrna, w której czerwony mur z trzema blankowymi basztami na blankowym gzymsie. Ponad niższą środkową basztą krzyż czerwony równoramienny. Dołem w środku muru srebrny otwór bramy ze złoto czarną kratą i złotymi skrzydłami rozwartych wierzei na zawiasach.